# Ariarates X Eusebes Filadelf
Ariarates X Eusebes Filadelf (gr. Ἀριαράθης, Ariaráthēs) (zm. 36 p.n.e.) – król Kapadocji w latach 42-36. Syn króla Kapadocji Ariobarzanesa II Filopatora i królowej Atenais II Filostorgos, córki króla Pontu Mitrydatesa VI Eupatora Dionizosa.
Ariaratesa X osadził na tronie Kapadocji Kasjusz, jeden z zabójców Cezara, na rozkaz którego zgładzono brata Ariaratesa, Ariobarzanesa III Eusebesa Filoromajosa. Jego panowanie nie trwało długo, bo triumwir rzymski Marek Antoniusz usunął go z tronu, zastępując Sisinesem, który przybrał imię Archelaos I Filopatris Ktistes Soter. Ariarates X zmarł bezpotomnie, tak jak starszy brat, przez co wygasła dynastia Ariobarzanesa.